# Хърд (окръг, Джорджия)
Окръг Хърд (на английски: Heard County) е окръг в щата Джорджия, Съединени американски щати. Площта му е 780 km², а населението - 11 472 души. Административен център е град Франклин.